# 소피 윌메스
소피 윌메스(프랑스어: Sophie Wilmès, 1975년 1월 15일 ~ )는 벨기에의 정치인으로, 제 53대 총리이다. 벨기에 역사상 첫 여성 정부수반이며, 2020년 3월 정식으로 정부를 구성하기 전까지 관리 정부에서 총리직을 대행한 바 있다.

## 어린 시절
브뤼셀 익셀에서 태어났다. 그녀의 부친 필리프 윌메스 (2010년 사망)는 은행원이자 자유개혁당의 장 골에게 수석 보좌관을 지낸 경영학 교수였다. 그녀의 친조부모는 제2차 세계 대전이 일어난 동안 리말의 폭격에서 사망하였다. 그녀의 모친은 유대인이다. 윌메스는 왈롱에 있는 그레두아소에서 자라왔으며, 성인으로서 플라망 외곽 신트헤네시위스로더로 이주하였다. 그녀는 브뤼셀 생루이 대학교에서 응용 통신학과 재정 경영학에서 학위를 소유하고 있다. 그녀는 로펌에서 경제·재정 조언자로 일하였다.

## 정치 경력
2000년 그녀는 위클에서 평의원이 되었다. 2007년부터 2014년까지 윌메스는 신트헤네시위스로더를 위한 재정, 예산, 프랑코폰 교육, 통신과 지방 비지니스의 의무에 최고 시의회 의원이었다. 2014년부터 2015년까지 그녀는 플람스브라반트주를 위한 지방 평의원이었다. 2014년 10월 대의원으로 선출되었다.
2015년 9월 에르베 자마르는 자신이 리에주주의 지사로 선택되었기 때문에 10월 1일 자신이 사임할 것을 공고하였다. 윌메스는 제1차 미셸 정부에서 그의 뒤를 이으는 데 예산부 장관으로 선택되었다. 2018년 12월 그녀는 제2차 미셸 정부에서 예산, 공무원, 국내 복첨과 과학 정책의 장관이 되었다. 2019년 10월 27일 그녀는 샤를 미셸의 뒤를 이어 벨기에의 첫 여자 총리가 되었다. 새로운 연정을 형성하는 데 협상들이 지속되는 동안 윌메스는 관리 정부를 지도하였다. 2020년 3월 16일 코로나바이러스감염증-19의 발발에 응답에서 영구적 소수당 정부를 형성하는 데 그녀는 국왕에 의하여 선택되었다. 1일 후에 그녀는 선서 취임 되었다.

## 개인 생활
2009년, 윌메스는 오스트레일리아인 크리스 스톤과 결혼하여 빅토리아, 샤를로트, 엘리자베트라는 세 딸을 낳았다. 아들 조너선은 첫 번째 결혼에서 얻은 자식이다.